# Hof van Hillegom
Het Hof van Hillegom, ookwel 't Hof genoemd, is gelegen aan de tegenwoordige Hoofdstraat 115 te Hillegom, in de  Nederlandse provincie Zuid-Holland. Van oorsprong was het Hof van Hillegom een plek waar de Graven van Holland vergaderden. Later werd het gebruikt als buitenplaats. Later werd het gebruikt als buitenplaats. Sinds 1903 is het Hof van Hillegom in gebruik als gemeentehuis. Het pand wordt tegenwoordig onder andere gebruikt voor ontvangsten, kantoor van de gemeente, als vergaderruimte en voor bruiloften.  Op 15 mei 1973 werd het aangewezen als rijksmonument.

## Geschiedenis
De oudste bewaard gebleven vermelding van het Hof van Hillegom dateert uit 1420, hoewel niet uit te sluiten is dat het Hof al sinds de 10e of 11e eeuw bestaat.
In 1481 is het toenmalige gebouw, in eigendom bij Jan van Rietveld, door brand verwoest. Van Rietveld was procureur-generaal van het Hof van Holland en naar verluidt zou een door Van Rietveld verbannene wraak hebben genomen door zijn huis in brand te steken. In 1483 stond er echter weer een "een schoon en kostelijk huizinge". Uiteindelijk is dit gebouw uit 1483, na vele verbouwingen, nog steeds de kern voor het huidige gemeentehuis van Hillegom.

## Bewoners
Het Hof van Hillegom werd in 1749 gekocht door de Heer van Hillegom, mr. Jan Six. Het bleef in de familie Six tot 1822. Daarna kwam de niet onbemiddelde Abraham Henricus Brouwer in het bezit van het gebouw, waarna het in 1837 overging op Gerard Leembruggen.
Bij het overlijden van Hermanus van Waveren in 1903 schonken diens erfgenamen het huis en de bijbehorende tuin aan de gemeente Hillegom, “met de bedoeling deze bezittingen te doen strekken tot een blijvend sieraad en tot nut van de gemeenschap”. De gemeente nam het pand vervolgens in gebruik als raadhuis.
In de jaren tachtig van de twintigste eeuw werd direct naast het gebouw een nieuw gemeentehuis gerealiseerd, waarna ’t Hof volledig werd gerestaureerd. Tijdens deze restauratie zijn onder meer de middeleeuwse gewelven in de kelder behouden gebleven, evenals de historische keuken van de buitenplaats.
Het gebouw heeft sindsdien een representatieve functie binnen het gemeentelijk bestuur. De Sixkamer wordt gebruikt als trouwzaal, terwijl de Meerkamer en de Leembruggenkamer dienstdoen voor ontvangsten. Daarnaast bevinden zich in het pand de werkkamers van de burgemeester en de wethouders van Hillegom. ’t Hof is via een overdekte loopbrug verbonden met het huidige gemeentehuis.